# 中之元站

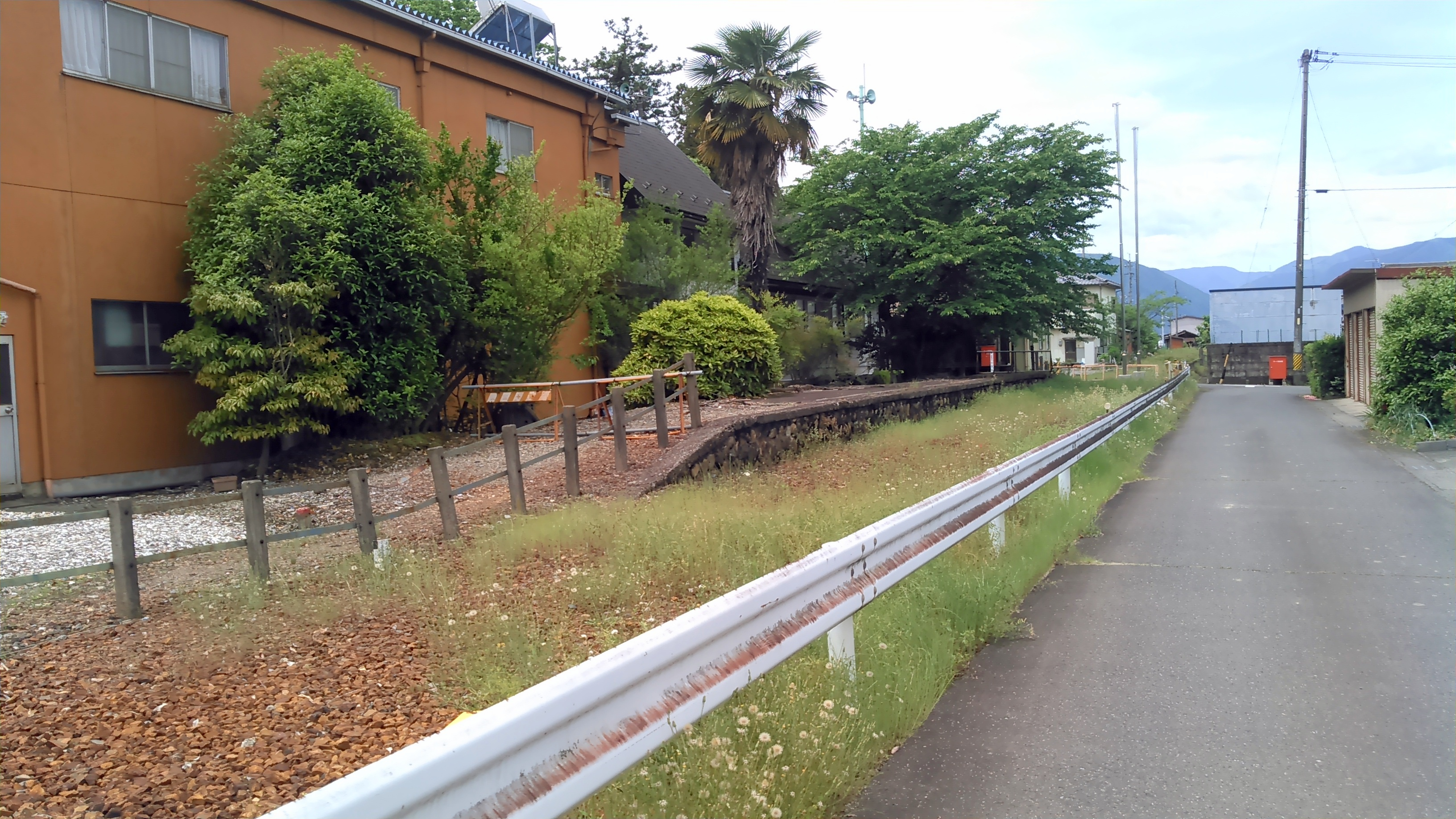
月台遺址（2017年5月）

中之元站（日语：／ Nakanomoto eki */?）是位於岐阜縣揖斐郡大野町，名古屋鐵道揖斐線的鐵道車站（廢站）。

## 歷史
- 1928年（昭和3年）12月20日 - 美濃電氣軌道（日语：美濃電気軌道）北方線黑野站至本揖斐站之間開業，此站啟用[3][4][5][6]。
- 1930年（昭和5年）8月20日 - 美濃電氣軌道與名古屋鐵道（第一代。同年中改名為名岐鐵道，在1935年起再改名為名古屋鐵道）合併。成為名古屋鐵道揖斐線的車站[4]。
- 1948年（昭和23年）11月1日前 - 成為無人車站[7]（但是，鄰接車站的萬壽屋還被委託販賣車票[8]）。
- 2001年（平成13年）10月1日 - 隨著黑野站至本揖斐站之間被廢除，此站也被廢除[6][5]。

## 車站構造
截至車站廢除前，此站是地面車站，設有1面1線的單式月台。

### 配線圖
| ← 本揖斐方向    | 中之元站 站內配線略圖 | → 忠節方向 |
| 图例 参考文献： |                       |            |

## 使用狀況
- 在中提及在1992年度，當時1日平均上下車人次為214人，為除岐阜市內線均一車費區間內各站（岐阜市內線、田神線、美濃町線徹明町站至琴塚站之間）外名鐵所有車站（342站）中排名第315，揖斐線、谷汲線之間（24站）排名第13[2]。

## 車站周邊

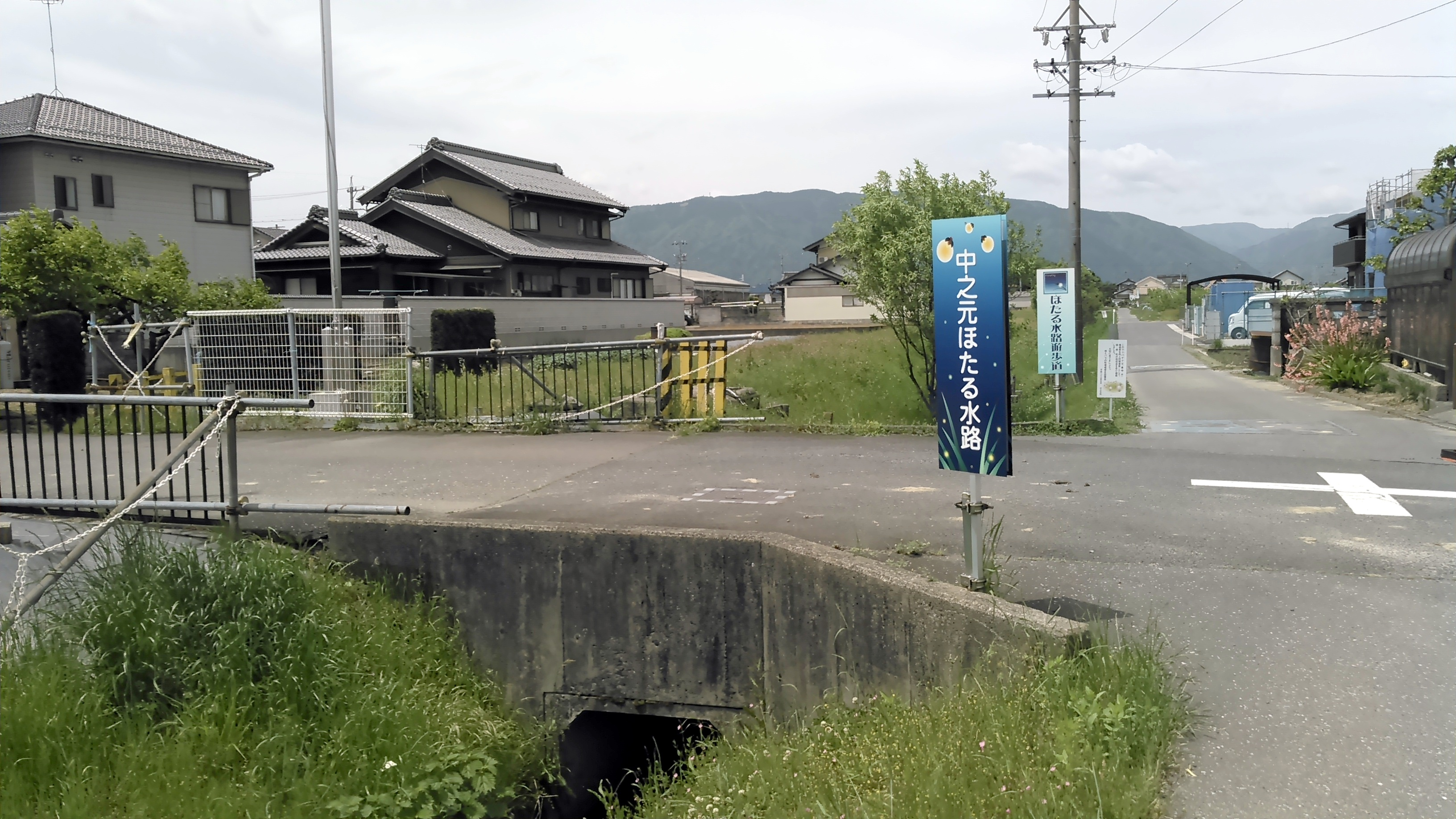
「中之元螢火蟲水路」牌
（2017年5月）

在此站與黑野站/麻生站之間，有一段400米的水路，當中放置了「中之元螢火蟲水路」牌（參見右圖）。

## 替代交通

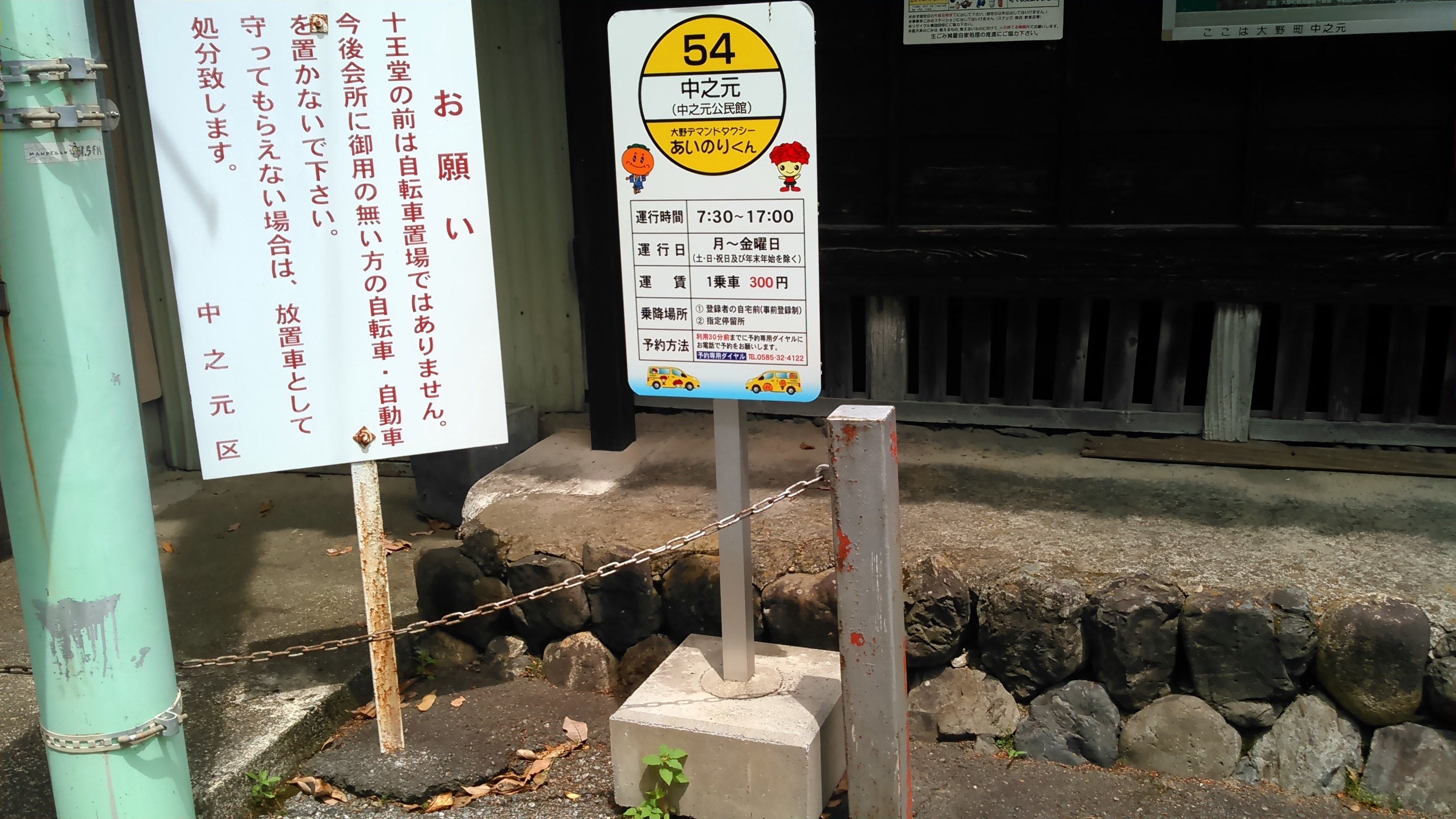
中之元巴士站（2017年5月）

- 揖斐川町社區巴士（日语：揖斐川町コミュニティバス）：中之元巴士站[11]
- 大野合乘的士 （页面存档备份，存于）[注 1]：中之元巴士站（中之元公民館） - 位於車站遺址西南方的十王堂南[13]。

## 相鄰車站
名古屋鐵道
揖斐線
黑野－中之元－清水
- 在1969年（昭和44年）前，此站與黑野站之間曾設有麻生站。

## 注腳